# Forschungsschwerpunkt Rechtsextremismus/Neonazismus
Forschungsschwerpunkt Rechtsextremismus/Neonazismus (FORENA), früher Arbeitsstelle Neonazismus ist eine Forschungseinrichtung an der Hochschule Düsseldorf. Sie wurde 1987 von Christiane Rajewsky gegründet. Im Jahr 1994 erkannte das Ministerium für Wissenschaft und Forschung des Landes Nordrhein-Westfalen die Institution als „Forschungsschwerpunkt Rechtsextremismus und Neonazismus“ an.

## Ziele und Profil
Ziel der Einrichtung ist nach eigenen Angaben „auf der Basis kritischer wissenschaftlicher Analysen zur extremen Rechten sowie zu Erscheinungsformen und Theorien der Ungleichheit/Ungleichwertigkeit das Engagement für nachhaltige demokratische und zivilgesellschaftliche Strukturen zu stärken“. Es werden u. a. Sozialarbeiter und Pädagogen weitergebildet und über den sogenannten Alltagsrassismus und organisierte Formen des Rechtsextremismus informiert. Weitere Forschung nehmen die Autonomen Nationalisten und der Rechtspopulismus ein.
Die Forschungseinrichtung Forena ist seit 2011 Herausgeber der „Edition Rechtsextremismus“ im Springer VS.

## Leiter der Einrichtung
- Christiane Rajewsky (1987–1994)
- Wolfgang Dreßen (1994–2008)
- Rainer Rotermundt (2008–2010)
- Fabian Virchow (seit 2010)

## Weitere Mitarbeiter
- Isolde Aigner
- Alexander Häusler
- Günay Köse
- Adelheid Schmitz

## Ehemalige Mitarbeiter
- Martin Langebach

## FORENA-Nachwuchspreis
Außerdem vergibt die Einrichtung seit 2012 den 2011 gestifteten und mit 1000 Euro (1. Preis) und 500 Euro (2. Preis) dotierten FORENA-Nachwuchspreis an junge Wissenschaftler, die sich in ihren Arbeiten mit „dem völkischem Nationalismus, der extremen Rechten, gruppenbezogener Menschenfeindlichkeit oder Rechtspopulismus“ beschäftigen. Zur Jury gehören die Wissenschaftler Fabian Virchow, Renate Bitzan, Gideon Botsch, Oliver Decker und Wolfgang Gessenharter.
Preisträger 2012:
- 1. Preis: Vivien Laumann
- 2. Preis: Matthias Quent
- Sonderpreis Demokratie und Zusammenhalt in der Vielfalt: Gabriele Elverich
- FORENA-Preis Anerkennung: Rabea Duscha und Karsten Wilke